# رافال بوکوفسکی
رافال ادوارد دونین-بورکوفسکی (متولد ۳ اوت ۱۹۶۹) یک فیزیک‌دان تجربی انگلیسی است. وی در حال حاضر مدیر مؤسسه تحقیقات ریزساختار (PGI-5) و ارنست روسکا-مرکز میکروسکوپی و طیف‌سنجی با الکترون‌ها (ER-C) در مرکز پژوهشی یولیش و استاد فیزیک تجربی در دانشگاه فنی آخن است.

## تحصیلات
رافال دونین-بورکوفسکی در دانشگاه کمبریج تحصیل کرد که در آنجا به دلیل تحقیق در مورد نیمه‌هادی‌ها، دکترای خود را در سال ۱۹۹۴ دریافت کرد.

## پژوهش
پژوهش‌های وی شامل توسعه روش‌های کمی در میکروسکوپ الکترونی است و اخیراً در زمینه استفاده از هولوگرافی الکترونی خارج از محور برای مطالعه میدان‌های مغناطیسی و الکترواستاتیک در مواد در مقیاس نانو، فیلم‌های نازک و دستگاه‌ها متمرکز شده‌است.

## افتخارات
- کمک هزینه همکاری شورای تحقیقات اروپا در سال ۲۰۱۹، به‌طور مشترک با S Blügel ,M Kläui و T Rasing.[۱۷]
- کمک هزینه پیشرفته شورای تحقیقات اروپا در سال ۲۰۱۲.[۱۸]
- جایزه ارنست روسکا در سال ۲۰۰۹، به‌طور مشترک با M R McCartney و T Kasama.[۱۹]
- چندین جایزه برای علم در هنر.[۲۰][۲۱][۲۲]

## خانواده
- پدربزرگ مادری وی استفان سوبونایفسکی بود.
- پدربزرگ پدری وی سلاومیر دونین بورکوفسکی بود.
- وی اولین پسر عمویی است که یک بار از مارک ترومبسکی برکنار شد.